# آرثر جولدينغ
كان آرثر جودلينغ مترجمًا إنجليزيًا ترجم أكثر من 30 عملًا من اللاتينية إلى الإنجليزية. وفي حين يذكر بصورة رئيسية اليوم لترجمته كتاب التحول لأوفيد نظرًا إلى الأثر الذي تركه على أعمال ويليام شكسبير، اشتهر جولدينغ لترجمته تعليقات يوليوس قيصر، ولعبت ترجماته لعظات جون كالفين دورًا هامًا في نشر مذاهب الإصلاح البروتستانتي.

## سيرة حياته
ولد آرثر جولدينغ في شرق أنجليا، قبل ال 25 من شهر مايو من عام 1535 أو 1536، وكان الابن الثاني لجون جولدينغ من قرية بيلشامب سان بول وهالستيد، إيسيكس، ومدقق حسابات الخزانة، وزوجته الثانية، أورسولا (توفيت نحو العام 1564)، وابنة ويليام ميرستون من هورتون في سوري، والشريكة في ميراثه، لعائلة يبلغ عدد أفرادها 11 ولدًا (4 أولاد من زوجة جون جولدينج الأولى، إليزابيث). في القرنين الخامس عشر والسادس عشر، تميزت عائلة جولدينج في تجارة القماش، وعبر الزواج بالوريثات كانت العائلة قد أصبحت ثرية إلى حد ما ونالت مكانة مرموقة في الفترة التي ولد فيها آرثر، والمرجح أن الولادة قد حدثت في لندن.
توفي والد جولدينج حين كان يبلغ من العمر 11 عامًا. في عام 1548، أصبحت أخته غير الشقيقة مارجري، من زوجة جون الأولى، الزوجة الثانية لجون دي فيري، الإيرل ال 16 لأوكسفورد، وبحلول العام 1552 كان شقيقه هنري قهرمان أسرة صهره. تزوجت شقيقة أخرى، دوروثي، إدموند دوكورا عضو البرلمان عن دائرة كروكهام، بيركشير الانتخابية، وكانت أمًا للجندي ورجل الدولة هنري دوكورا، البارون الأول لدوكورا عن بالمور.
بحلول عام 1549، كان آرثر في خدمة إدوارد سيمور، الدوق الأول لسومرسيت، ومن ثم اللورد الحامي. التحق آرثر بكلية يسوع في كامبردج كطالب زميل في عام 1552. انتخب هنري للبرلمان في عام 1558، وكان ذلك ربما بسبب تأثير أوكسفورد، ومنذ أواخر الخمسينيات من القرن التاسع عشر، عمل آرثر على ترجمة بومبيوس تروجوس التي كان يخطط لأن يهدي ترجمتها لأوكسفورد. إلا أن أوكسفورد توفي في شهر أغسطس من عام 1562، وأصبح ابنه إدوارد، الإيرل السابع عشر، قاصرًا موصى عليه في بيت ويليام سيسيل، لورد بورغلي، في ستراند. يظهر بأن سيسيل قد أوكل إلى جولدينج مهمة استضافة ابن أخيه لعدة أيام، فاثنان من إهداءاته كانت تعود إلى منزل سيسيل، وفي عام 1567، أرّخ إهداءًا من بارويك، أحد قصور دي فيري بالقرب من وايت كولن، إيسكس.
تزوج جولدينج أوسولا (توفيت في عام 1610)، والتي كانت ابنة جون رويدون من تشيلهام، كينت، قبل فترة من العام 1575. أنجب الثنائي 8 أولاد. ومنحته وفاة شقيق أكبر سنًا في عام 1576، هنري، ملكية، إلا أنها مثقلة بالديون، وكانت والدعاوى مع ورثة أرملة شقيقه مكلفة. اقترض جولدينج مبالغ كبيرة في الثمانينيات من القرن السادس عشر، وأرسل إلى سجن دائنيه في مطلع التسعينيات من القرن التاسع عشر. توفي جولدينج في شهر مايو من عام 1606 ودفن في 13 مايو في كنيسة القديس آندرو، في بيلشامب سان بول.

### ترجمة أوفيد
اشتهر جولدينج بصورة رئيسية لترجمته التحول لأوفيد. ظهرت الطبعة الأول من الترجمة في عام 1567 وكانت أولى الترجمات المباشرة من اللغة اللاتينية إلى الإنجليزية. غير أن جولدينج قد لا يكون أول من ترجمه، وهو قطعًا لم يكن المترجم الوحيد الذي يعود إلى العهد الإليزابيثي ممن حاولوا ترجمة هذا العمل العظيم. في عمله قصة سارة عن هيرمافروديتوس وسالماسيس (1565)، يقول توماس بيند أنه كان قد بدأ مسبقًا بالعمل على نسخته حين سمع أنه ثمة رجل محترم آخر، جولدينج، يقوم بالمهمة نفسها، فتخلى عن تلك المهمة. وظهرت نسخة منقحة في عام 1575 وكانت هناك نسخ أخرى في أعوام 1587 و1603 و1612. وتلت ذلك عدة نسخ، من بينها نسخة جورج ساندي (1621) وسامويل جارث (1717). إلا أن ترجمة جولدينج قرئت من قبل شكسبير وسبينسر «وقدمت أوفيد مفعمًا بالحياة مع كل عواطفه وتنوع حبكته». يقدم جولدينج القصص التي يترجمها بطريقة مليئة بالحياة «توصل كل انقلاب في الحبكة بطريقة فيها أقصى قدر ممكن من الحيوية».